# Het Scheepvaartmuseum

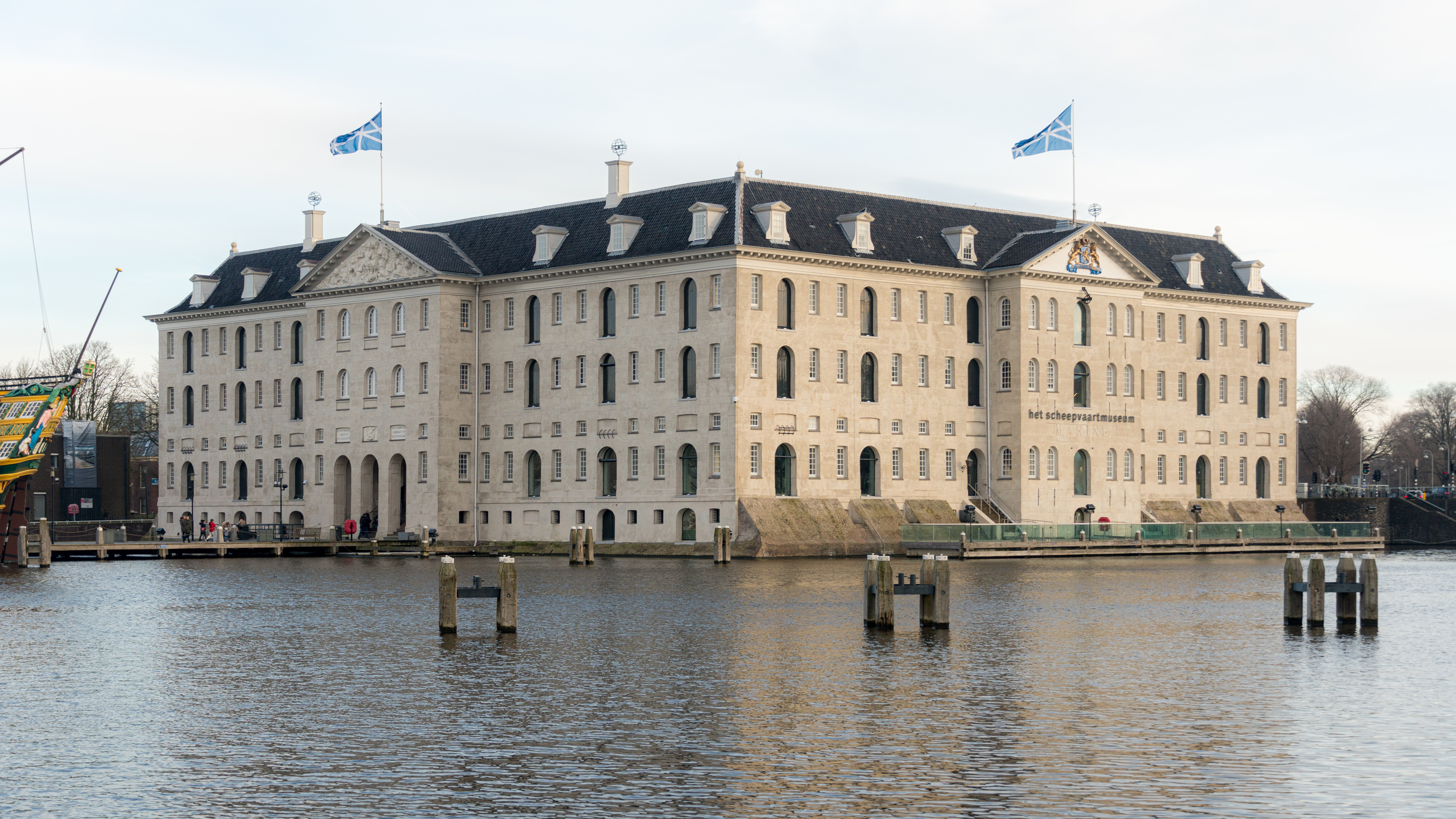
Het Scheepvaartmuseum

Het Scheepvaartmuseum (wörtlich: „Das Schifffahrtmuseum“) ist ein Schifffahrts- und Rijksmuseum (Reichsmuseum) für die Geschichte der Seefahrt in Amsterdam. Seit 1973 befindet sich das Museum im Zeemagazijn (Seemagazin), dem früheren Magazin der Admiralität Amsterdam. Dieses monumentale Gebäude wurde von Daniel Stalpaert (1615–1676) entworfen und diente ursprünglich als Lagerhaus. Der frühere Name war Historisch Scheepvaartmuseum.

## Geschichte

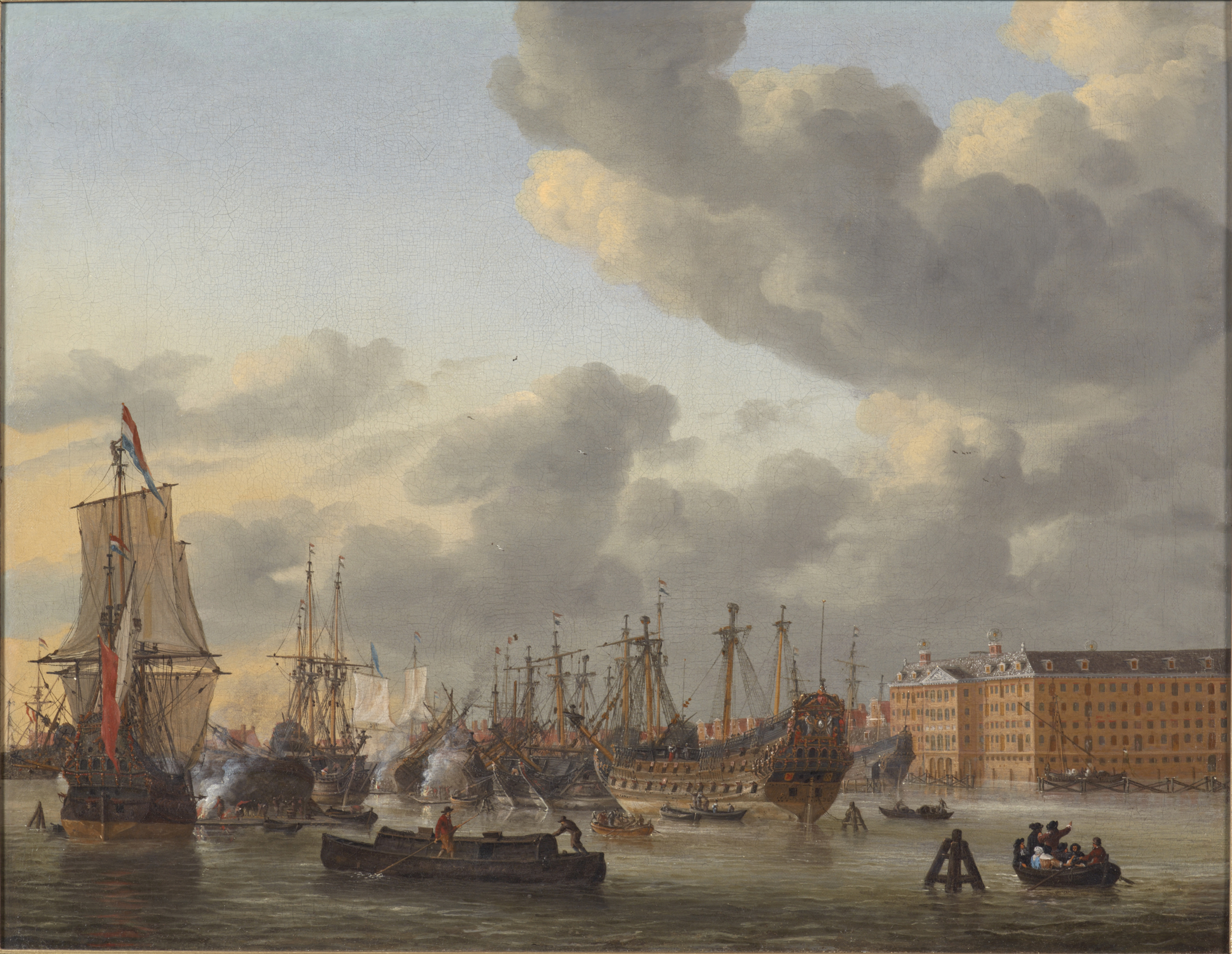
Blick auf das IJ und 's Lands Meer-arsenal in Amsterdam, 1664 von Reinier Nooms

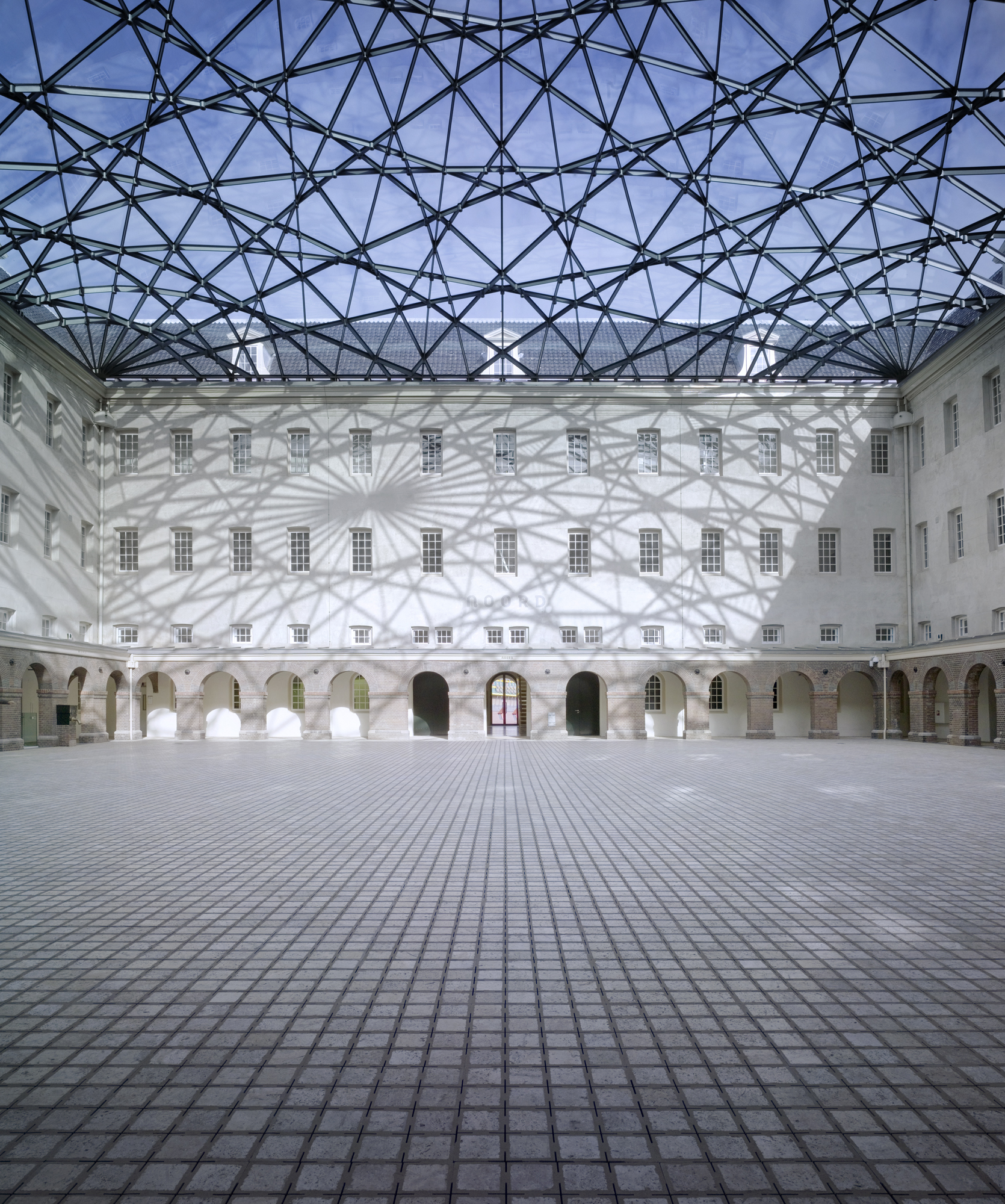
Der seit 2011 überdeckte Hof, Open Pleyn, des Scheepvaartmuseums

Im Jahr 1650 wurden in Amsterdam drei künstliche Inseln („eilanden“) für Schiffswerften, Wohnungen und Lagerhäuser angelegt. Auf der Insel Kattenburg entstand das Zeemagazijn der Admiralität Amsterdam, das 1656 eröffnet wurde. Es diente als Lagerstätte für Kanonen, Schiffsausrüstungen und vieles andere mehr. 1791 wurde das Gebäude durch einen Brand verwüstet und 1795, nach dem Wiederaufbau, wurde das Zeemagazijn zum Lagerhaus der niederländischen Marine, was es offiziell bis zum Anfang der 1970er Jahre blieb.
Das Museum entstand aus privater Initiative für ein niederländisches Seefahrtsmuseum. Deshalb gründeten Sammler, Interessierte und Sponsoren 1916 die Vereeniging Nederlandsch Historisch Scheepvaart Museum (NHSMA) als zukünftigen Träger für das geplante Museum, um die Aktivitäten zu bündeln. 1921 konnte ein Gebäude in der Cornlis Schuytstraat hinter dem heutigen „Museumsquartier“ erworben werden. Die Königin, auch Schirmherrin der Vereeniging, eröffnete 1922 das Neederlands Scheepvaartmuseum. Seit den 1950er Jahren wurde intensiv nach einem größeren Quartier für die deutlich angewachsene Sammlung gesucht. Aber erst ab 1969 waren die Finanzierung und Planungen für einen Umzug mit Umbau und Restaurierung in das Zeemagazijn gesichert. Am 13. April 1973 wurde das Scheepvaartmuseum offiziell geöffnet. Wegen dringender Renovierungsarbeiten war das Museum ab 2007 für vier Jahre geschlossen. Die niederländische Architektin Liesbeth van der Pol entwarf einen „Masterplan“ für das „neue Museum“ mit Empfangssaal, Bibliothek, Restaurant und größeren Ausstellungsräumen. Die Kosten hierfür betrugen 58 Millionen Euro. Als Höhepunkt des renovierten Museums gilt der mit tausenden Glasfragmenten überdeckte Hof, genannt Open Pleyn.
In den 1970er Jahren wurden rund 40.000 Besucher erwartet, kurz vor der Schließung 2007 waren es bereits 200.000, wobei man in der Zukunft mit 300.000 Besuchern rechnete. Im ersten Jahr nach der Renovierung waren es 476.397 Besucher.
Am 14. Mai 2012 gewann das Museum den Amsterdamse Architectuur Prijs („Amsterdamer Architektur-Preis“, A.A.P.), den Gouden A.A.P („Goldener A.A.P.).“

## Nachbau in China

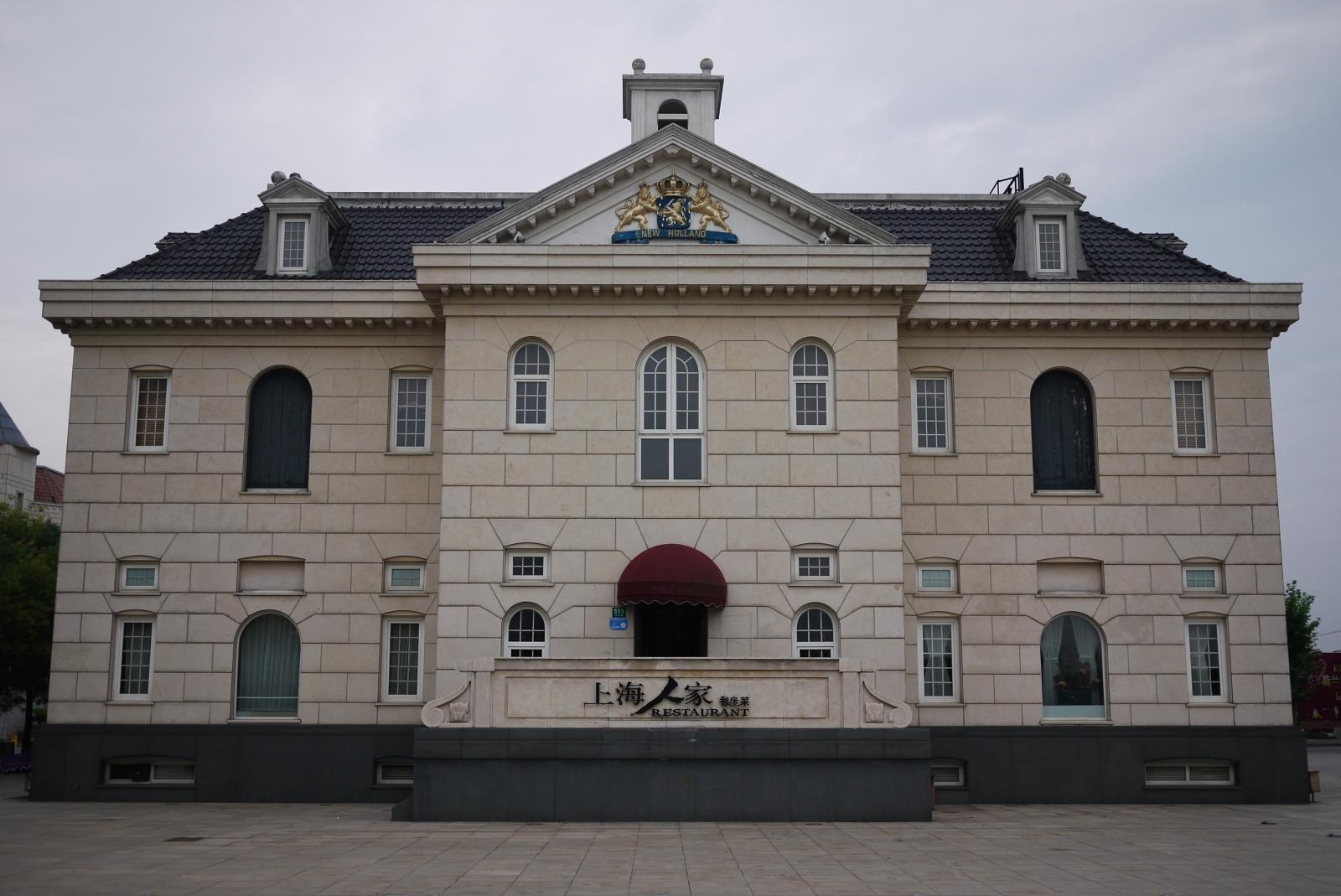
Nachbau
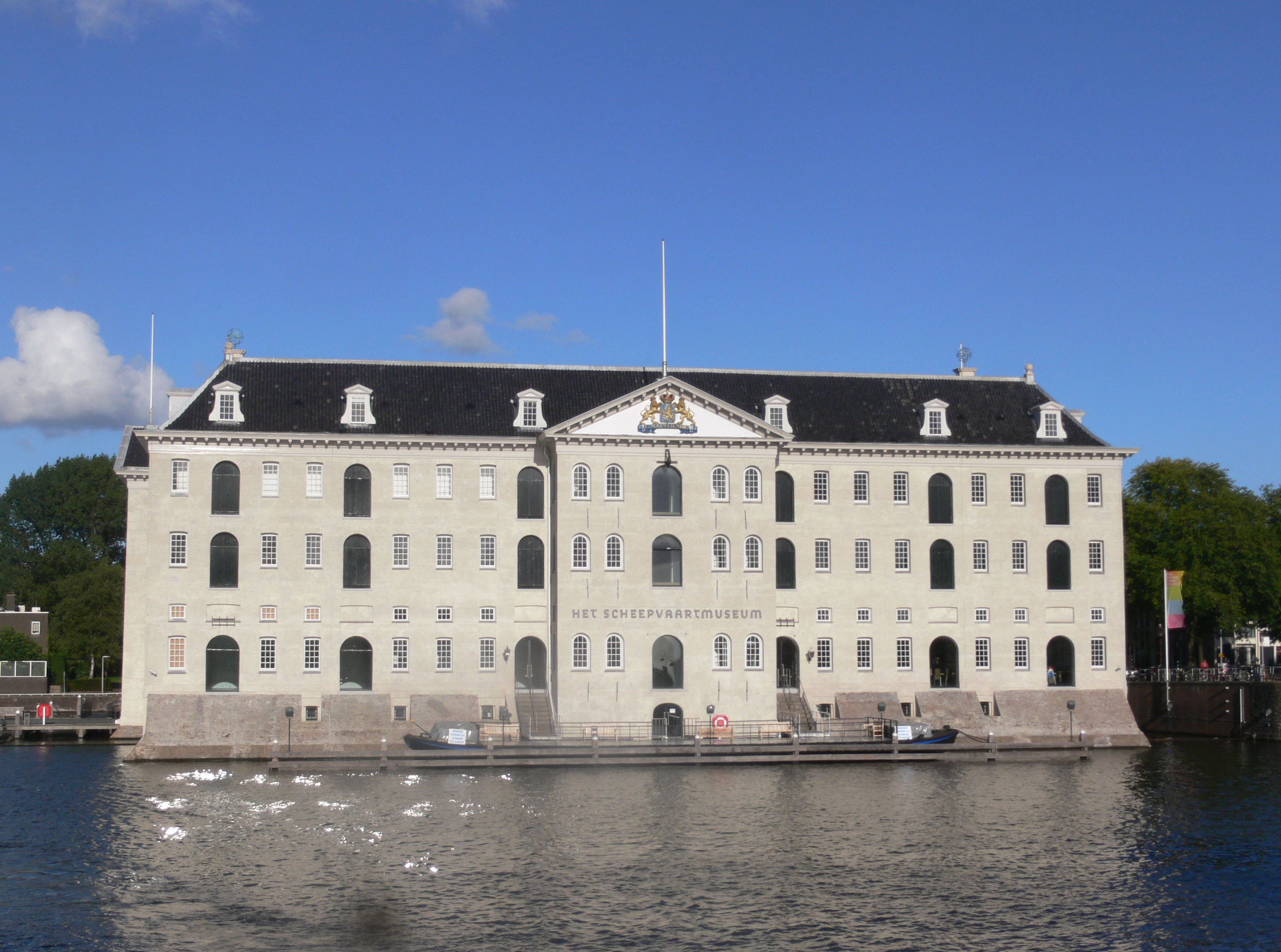
Original

Ein deutlich kleinerer Nachbau des Gebäudes wurde in Gaoqiao (chinesisch 高桥) einer Planstadt und Teilort im Neubaugebiet der Großgemeinde Pudong von Shanghai in der Volksrepublik China, 31° 20′ 24,8″ N, 121° 34′ 22,3″ O. Gleich daneben ist das Hofwijck nachgebaut worden.

## Einrichtungen
Das Museum organisiert verschiedene Ausstellungen auch für Kinder und Kinderfeste. Es gibt ein Restaurant, das sieben Tage in der Woche geöffnet ist, ebenso einen „Museumswinkel“ für Souvenirs und anderes. Der Bestand der von Montag bis Samstag geöffneten Bibliothek umfasst rund 60.000 Bücher, wovon einige älter als 500 Jahre sind. Als Präsenzbibliothek nimmt sie nicht am Leihverkehr teil. In der über das Internet frei zugänglichen Datenbank Maritiem Digitaal sind die im Museum vorhandenen Objekte recherchierbar. Dazu gehören Modelle, Abbildungen, Originalobjekte und Literatur.
Der „digitale nieuwsbrief“, das Journal des Scheepvaartmuseums, erscheint vier Mal im Jahr. Zusammen mit Universitäten und anderen Institutionen organisiert das Museum Tagungen und Versammlungen verschiedener Art.

### Verkehrsverbindungen
Vom Amsterdamer Hauptbahnhof ist das Scheepvaartmuseum am Kattenburgplein zu Fuß in ungefähr 15 Minuten zu erreichen. Die Buslinie 22 hält am Kattenburgplein und der Bus Nr. 48 in der Kattenburgstraat (Stand November 2012). Beide Stadtbusse haben bei der Nicolaaskerk (Nicolaaskirche), vor dem Hauptbahnhof gelegen, eine Haltestelle.